# ガラスの花 (高田みづえの曲)
「ガラスの花」（ガラスのはな）は、1982年9月10日に発売された高田みづえの17枚目のシングル。

## 解説
- 前作「愛の終りに」より6か月ぶりのシングル。1982年発売の高田のシングルは「愛の終りに」と本曲のみである。
- 本曲はオリコンチャート累計売上10万枚を記録した。ちなみに1982年12月31日放送の『第33回NHK紅白歌合戦』へ3年連続5回目の出場を果たし、本曲を歌唱した。
- サビ部分のバック・コーラスは、同曲の作詞・作曲者でもある谷村新司が担当した。
- 本作はアルバム『ガラスの花/愛の終りに』にも収録されている。
- 谷村も1984年発売のアルバム『抱擁-SATIN ROSE-』の中でセルフカバーしている。

## 収録曲
- 両楽曲共に、作詞・作曲：谷村新司／編曲：梅垣達志

1. ガラスの花（3分22秒）
2. ドミノ（3分45秒）